# Nott Corona
Nott Corona je korona, geološka formacija u obliku krune, koja se nalazi na planetu Veneri na -32,3° S i 202° E. Smještena je u četverokutu Isabella. Ime je dobila po Notti, skandinavskoj božici Zemlje.

## Geografija i geologija
Nott Corona pokriva kružno područje promjera oko 150 km.